# Sam Totman

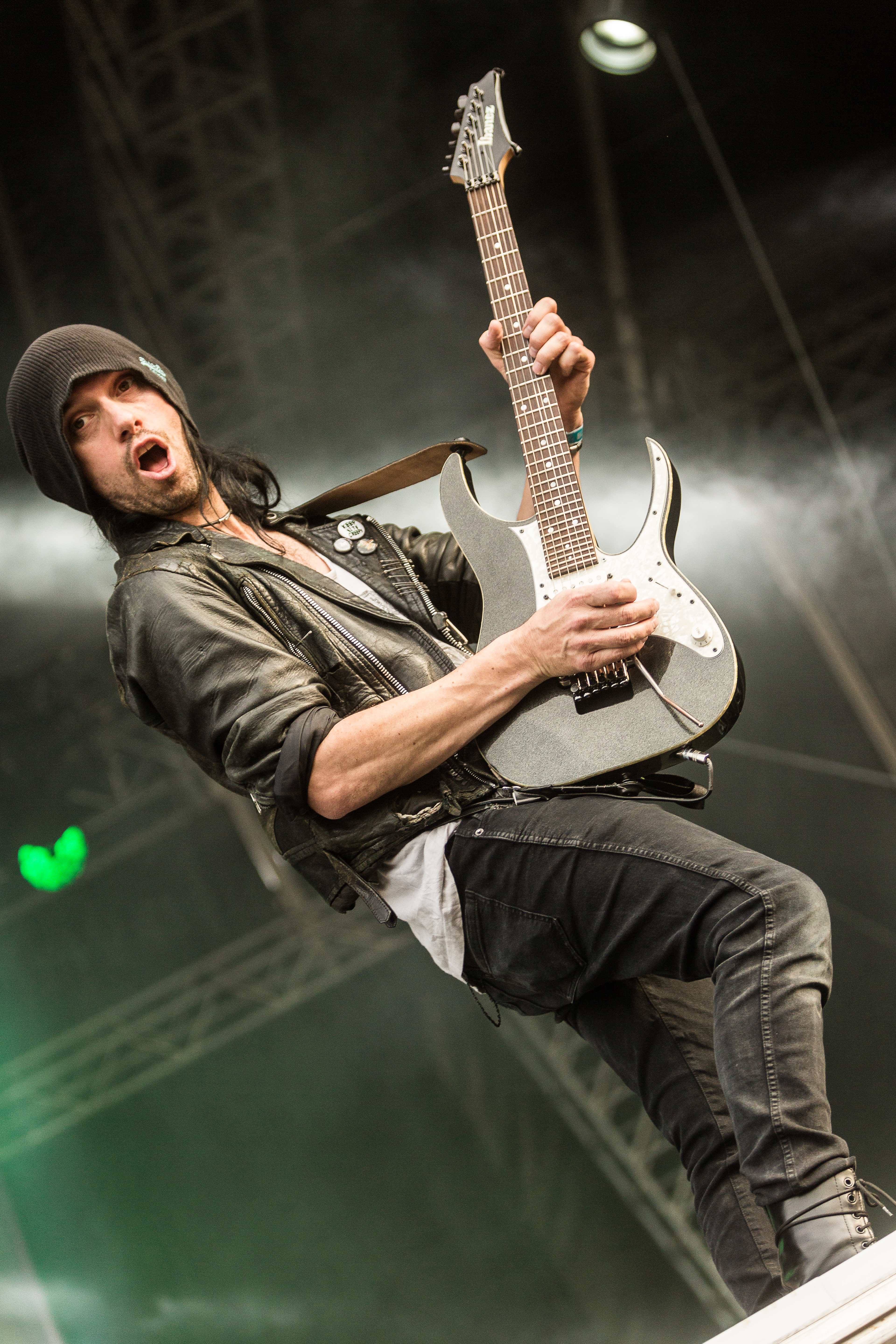
Sam Totman mit DragonForce auf dem Rockharz 2019

Sam Totman (* 26. April 1979 in London) ist Mitbegründer, Gitarrist und Haupt-Songwriter der Power-Metal-Band DragonForce.

## Leben
Nachdem er bei verschiedenen Metal-Bands in London gespielt hatte, unter anderem bei Demoniac, gründete er im Sommer 1999 mit Herman Li und anderen Bandmitgliedern die Band DragonForce (zunächst als DragonHeart bekannt).
Zusammen mit seinem Bandkollegen Herman Li gewann er in vier Kategorien bei dem Guitar World’s Readers Poll 2007, „Best New Talent“, „Best Metal“, „Best Riff“ und „Best Shredders“. Für das Lied Through the Fire and Flames bekamen sie den Preis „Best Guitar Solo“.
Totman und sein Bandkollege Li waren 2015 an der Produktion des Liedes Road of Resistance von Babymetal beteiligt.
Laut der Band bestehen seine außermusikalischen Interessen hauptsächlich aus Pinball sowie dem Konsum alkoholischer Getränke.

## Stil
Sam Totman ist der Hauptsongschreiber von DragonForce. Die meisten Songs der Band stammen aus seiner Feder, erst ab Maximum Overload wuchs Frédéric Leclercq diesbezüglich neben ihm zu einer gleichwertigen Größe heran. 

Totmans Gitarrensoli beinhalten Shred-Elemente aller Art, insbesondere schnelle Sweep-Picking-Läufe, Tapping sowie schnelle Abfolgen von Alternate Picking. Sehr häufig sind auch zweistimmige Passagen, die er zusammen mit seinem Bandkollegen Herman Li spielt. Insgesamt ist sein Gitarrenspiel kaum weniger virtuos als das Lis, allerdings ist Totman weniger experimentell in Bezug auf Effekte.
Sam Totman hat sich ebenso wie Herman Li eine Signature-Gitarre von Ibanez bauen lassen; die Ibanez STM.